# 雷唑巴占
雷唑巴占（INN：Razobazam）是一种苯二氮䓬衍生物药物。它的作用机制似乎与大多数苯二氮䓬类药物完全不同，并且在动物研究中产生促智作用。